# Schloss Gablingen

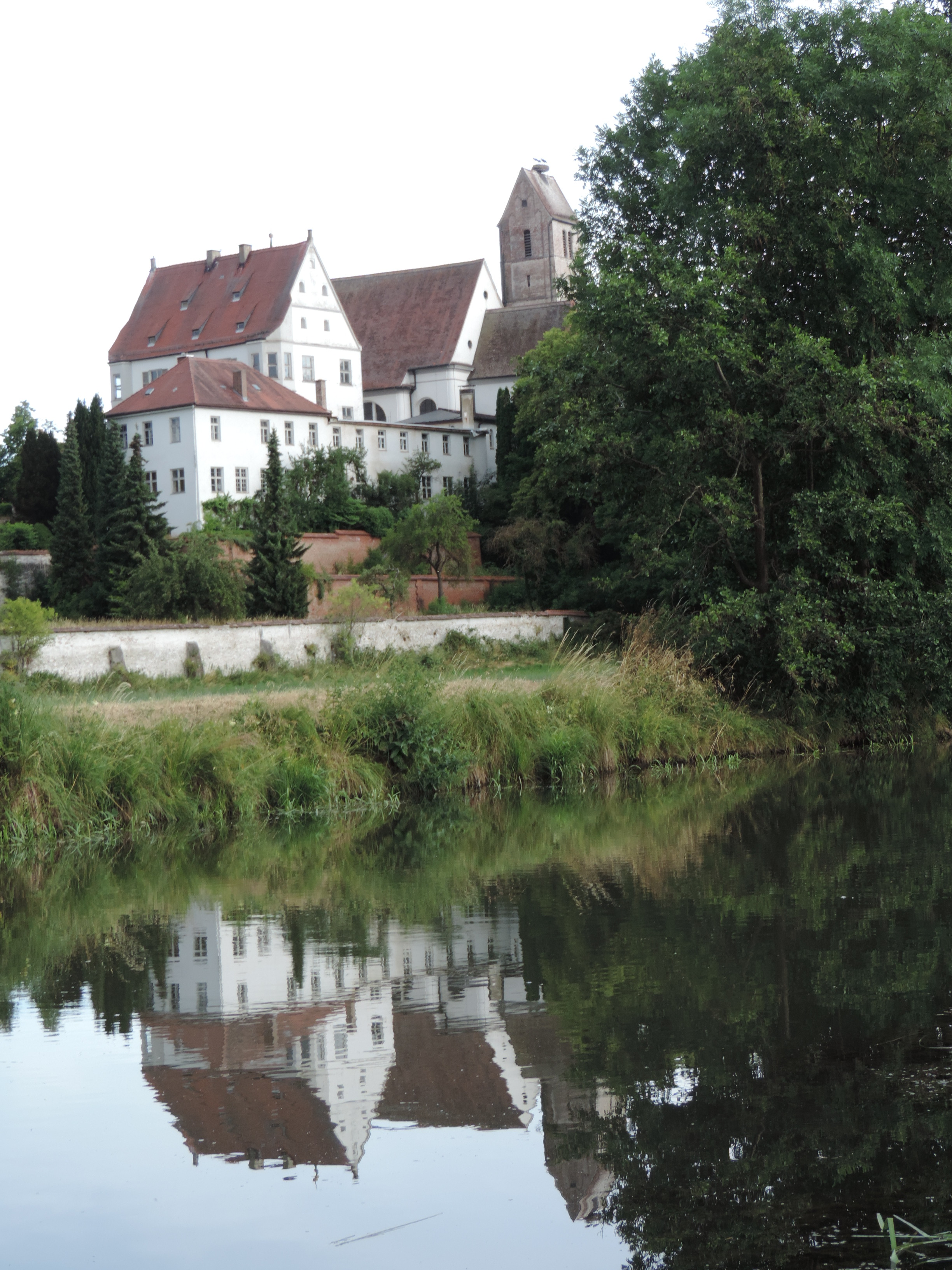
Das Schloss spiegelt sich in der Schmutter

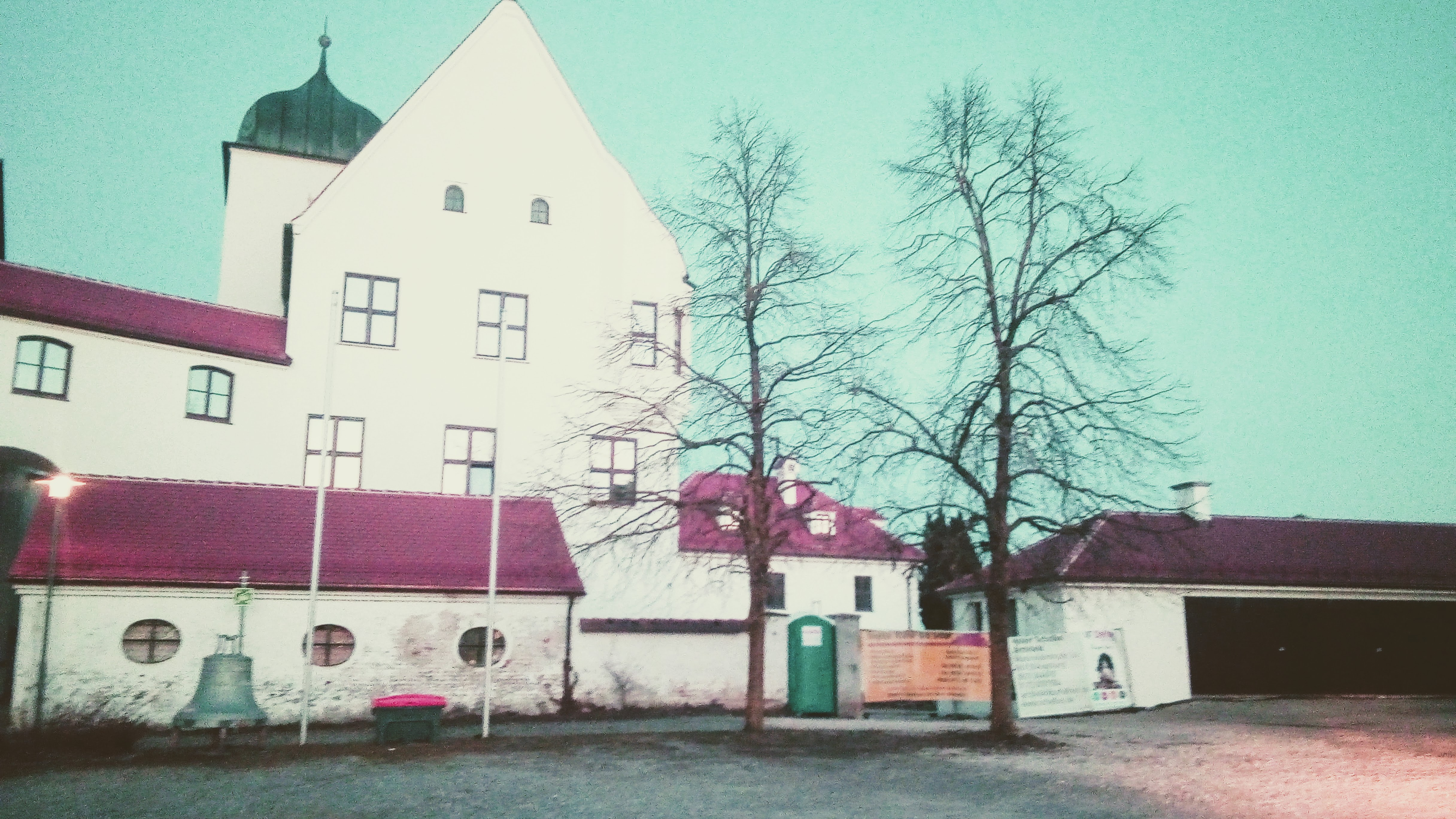
Restauriertes Schloss von Gablingen 2020

Schloss Gablingen liegt in der schwäbischen Gemeinde Gablingen im Landkreis Augsburg. Es besteht aus einem Hoch- und Langschloss und liegt zusammen mit der Kirche St. Martin hoch über der Schmutter am Rand des Lechtals.

## Geschichte
1527 erwarben die Fugger von Sebastian von Knöringen die südlich an die Herrschaft Biberbach angrenzende Herrschaft Gablingen mit dazugehörendem Schloss, das gemeinsam mit der Kirche St. Martin einen imposanten Anblick bildet. Die unmittelbare Verbindung von Schloss und Kirche zeugt vom kirchlichen und weltlichen Zentrum der ehemaligen Fuggerschen Herrschaft Gablingen.
Das Hochschloss, ein schmaler Bau mit Steilsatteldach und Erkern, setzt dem Kirchturm seinen mit einer Zwiebelhaube gekrönten Treppenhausturm entgegen. Kirche und Hochschloss wurden im Jahre 1596 durch einen gemauerten Übergang verbunden. Ein terrassierter ummauerter Schlossgarten ist dem unterhalb des Hochschlosses liegenden Langschloss vorgelagert. Über dem Schlossportal sind die Fuggerlilien in dem schmiedeeisernen Gitter eines Rundfensters zu entdecken. Bis 1889 war das Schloss im Besitz der Fugger-Babenhausen.

## Galerie

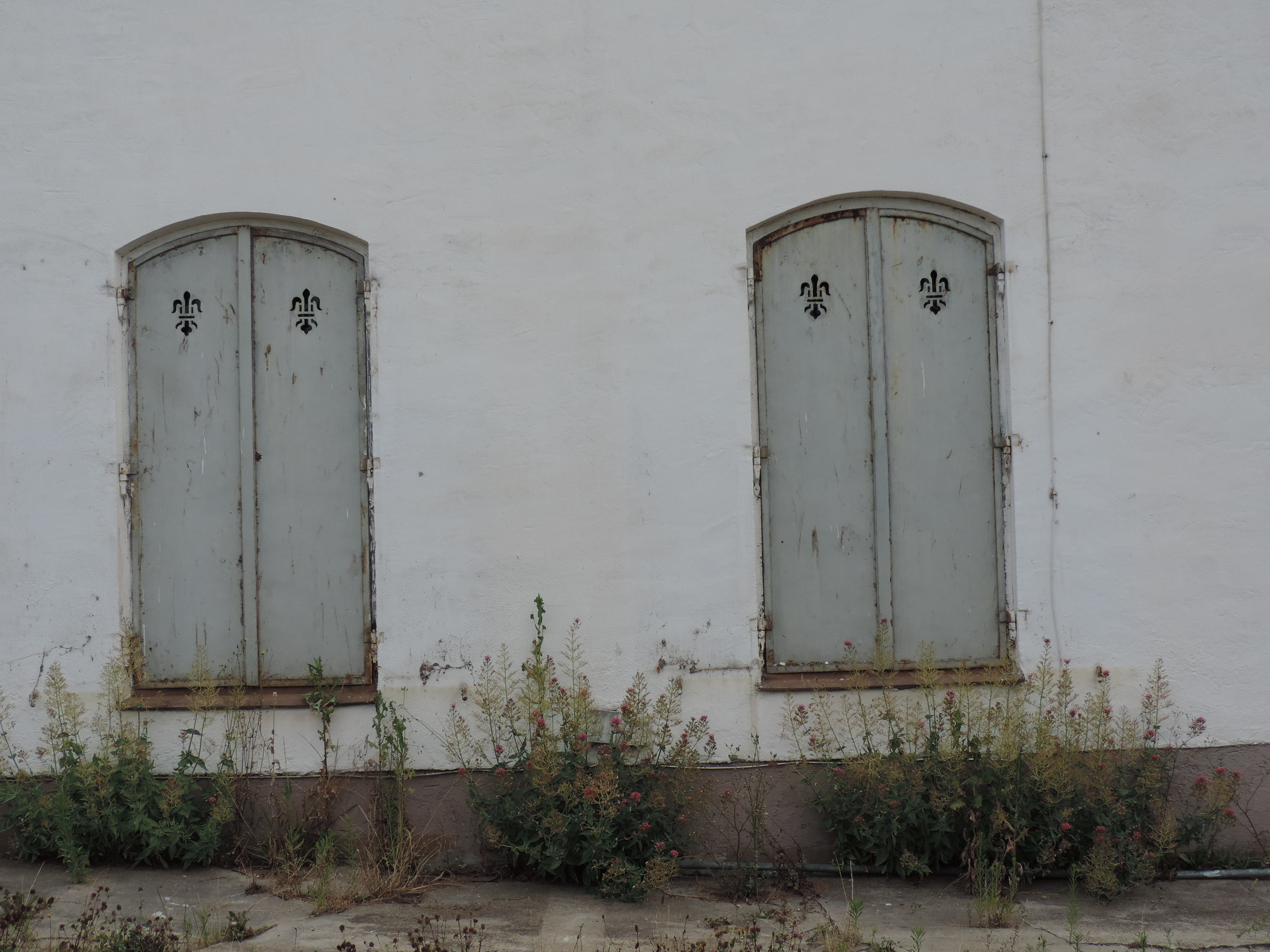
Fensterläden mit ausgestanzten Fuggerlilien
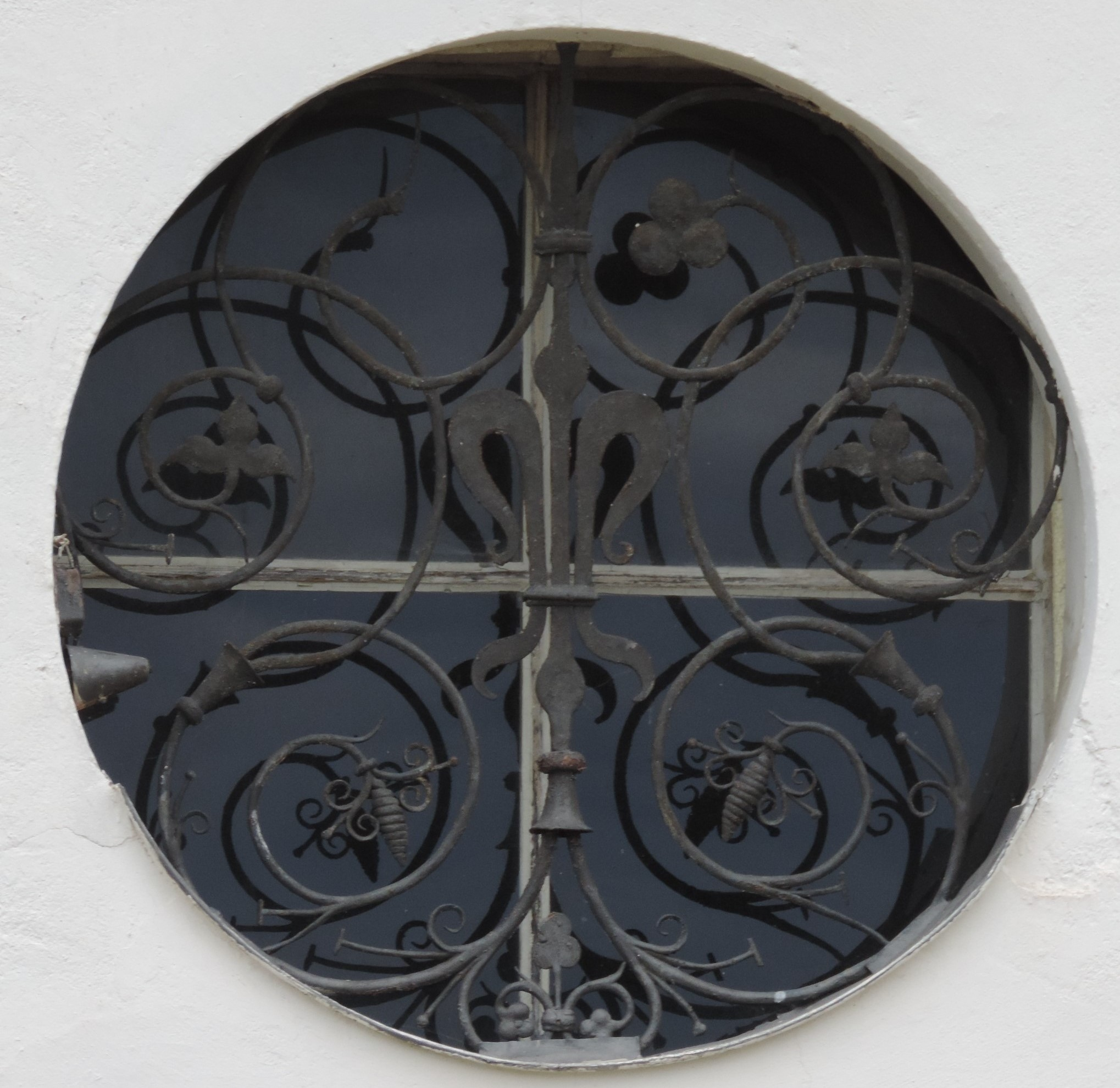
Schmiedeeiserne Fugerlilie über dem Schlossportal an der Südseite des Hochschlosses
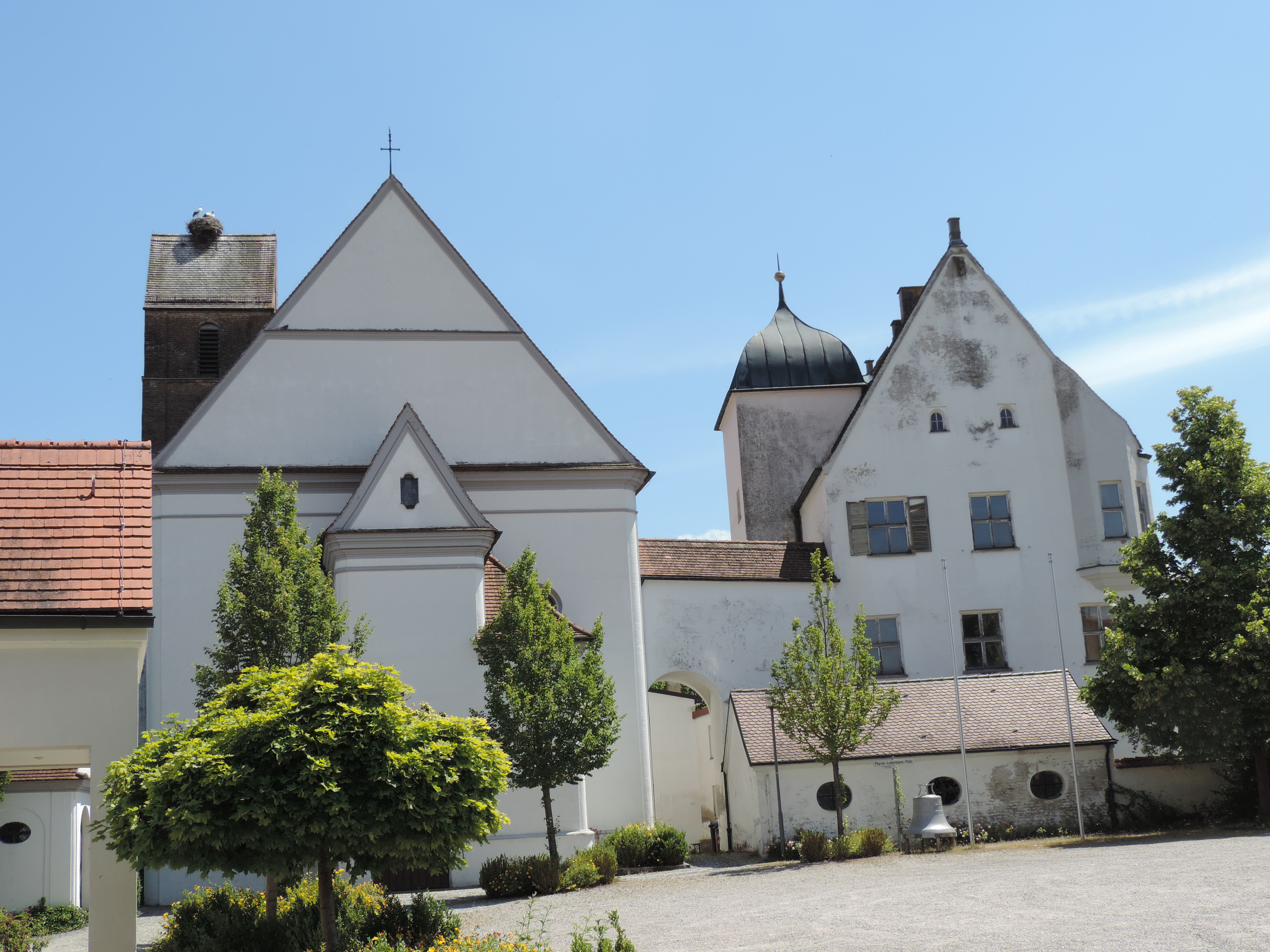
Westseite des Hochschlosses mit gemauerten Übergang zur Kirche und Treppenhausturm